# Хакаси
Хакаси су туркијски народ, који претежно живи у Русији, односно у аутономној републици Хакасији, у којој чини 12% становништва, и у којој представља други народ по бројности, после Руса (82%). Хакаси су већином православне вероисповести, иако су сачували и шаманизам, а говоре хакаским језиком, који спада у туркијску групу алтајске породице језика. Многи Хакаси су у 19. веку прешли у православље.
Хакаси су директни потомци различитих древних култура које су насељавале јужни Сибир, укључујући андроновску културу, самоједске народе, културу тагара и јенисејску киргистанску културу, иако су неке популације које се традиционално називају Хакаси нису повезани са Хакасима или било којом другом етничком групом која је присутна у овој области.
Укупно их има око 77.000.

## Етимологија
Хакаси су историјски били познати као Киргизи, пре него што су их царски Руси означили као Татаре након освајања Сибира. Име Татар је тада постало аутоним који су Хакаси користили за означавање себе, у облику Тадар. Након Руске револуције, совјетске власти су промениле име групе у Хакас, новоформирано име засновано на кинеском имену за киргиски народ, Xiaqiasi.

## Историја
Јенисејски Киргизи су били приморани да плаћају данак на основу уговора закљученог између Џунгара и Руса 1635. године. Калмици Џунгар Оирата су приморали јенисејске Киргизе на покорност.
Џунгари су неке од Јенисејских Киргиза преселили у Џунгарски канат, а затим их је династија Ћинг преселила из Џунгарије у североисточну Кину 1761. године, где су постали познати као Фују Киргизи.
Имена Хонгораи и Хоораи су примењивана на Хакасе пре него што су постали познати као Хакаси. Хакаси себе називају Тадари. Хоораи је такође био у употреби за упућивање на њих. Сада Хакаси себе називају Тадари и не користе име Хакас да опишу себе на свом језику. Називају се и Абака Татари.
Током 19. века, многи Хакаси су прихватили руски начин живота, а већина их је масовно прешла у руско православно хришћанство. Шаманизам је, међутим, још увек уобичајен. Многи хришћани практикују шаманизам са хришћанством.
Током Револуције 1905. развио се покрет ка аутономији. Када су Совјети дошли на власт 1923. године, успостављен је национални округ Хакас; реорганизован у Хакаску аутономну област, део Краснојарског краја, 1930. године. Република Хакасија у свом садашњем облику основана је 1992. године.